# メイソン・ギャンブル
メイソン・ギャンブル（Mason Gamble, 1986年1月16日 - ）は、アメリカ合衆国の子役、俳優。

## 来歴
1986年、イリノイ州シカゴに生まれる。1993年にウォルター・マッソーとクリストファー・ロイドが共演したコメディ映画『わんぱくデニス』で映画デビュー。同作品ではタイトルロールの少年デニスを演じている。しかし、1994年のゴールデンラズベリー賞における最低新人賞へノミネートされた。ただ同時にノミネートされていたティーン・チョイス・アワードの子役部門での主演男優賞も受賞している。
その後も子役としてレスリー・ニールセン主演の『スパイ・ハード』やイーサン・ホーク、ウマ・サーマン共演の『ガタカ』などへ出演してキャリアを積んだ。1998年にはウェス・アンダーソンが監督した青春コメディ映画『天才マックスの世界』へ出演し、ジェイソン・シュワルツマン演じる主人公の親友役として登場している。2000年代に入ってもテレビドラマや映画などへ出演していたが、現在は事実上俳優業を停止している。

## 出演作品

### 映画
- わんぱくデニス Dennis the Menace (1993)
- スパイ・ハード Spy Hard (1996)
- Bad Moon (1996)
- ガタカ Gattaca (1997)
- 天才マックスの世界 Rushmore (1998)
- 隣人は静かに笑う Arlington Road (1999)
- Anya's Bell (1999) ※テレビ映画
- A Gentleman's Game (2002)
- The Trouble with Dee Dee (2005)
- Golf in the Kingdom (2010)

### テレビドラマ
- Early Edition (1996)
- ER緊急救命室 ER (1997)
- Kate Brasher (2001)
- 女検察官アナベス・チェイス Close to Home (2005)
- CSI:マイアミ CSI: Miami (2006)

## 参照
1. 1 2  “Mason Gamble Awards”. 2014年8月19日閲覧。